# 皮肯斯 (密西西比州)
皮肯斯（英語：Pickens）是位於美國密西西比州霍爾姆斯縣的城鎮。

## 人口
根據2020年美國人口普查的數據，皮肯斯的面積為3.37平方千米，當中陸地面積為3.31平方千米，而水域面積為0.06平方千米。當地共有人口920人，而人口密度為每平方千米273人。